# Methanothermococcus okinawensis
Methanothermococcus okinawensis es una especie de arquea metanógena termófila. Fue aislado por primera vez de una fuente hidrotermal de agua profunda al Océano Pacífico occidental. Sus células son extremadamente móviles, y poseen forma de cocos irregulares, con manojos polares de flagelos. Su cepa tipo es IH1T (=JCM 11175T =DSM 14208T).  Crece a una temperatura optimal de 60–65 °C y pH 6.7. Es estrictamente anaerobia y reduce dióxido de carbono con hidrógeno para producir metano, pero también puede usar formato.

## Otras lecturas
- Martin Dworkin; Stanley Falkow (10 de octubre de 2006). The Prokaryotes: Vol. 3: Archaea. Bacteria: Firmicutes, Actinomycetes. Springer. pp. 265-. ISBN 978-0-387-25493-7.
- Amy Claire Rosenzweig; Stephen W. Ragsdale (2011). Methods in Methane Metabolism: Methanogenesis. Academic Press. pp. 337-. ISBN 978-0-12-385112-3.